# Rabinal Achí

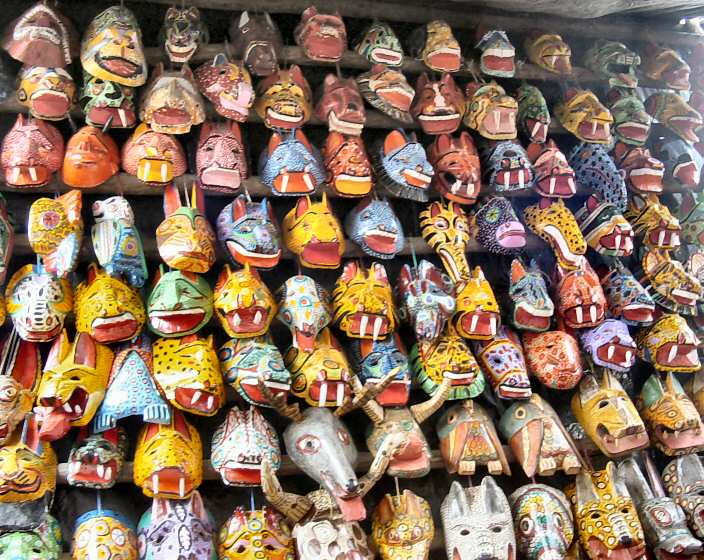
Maski używane podczas Rabinal Achí

Rabinal Achí (pol. „Człowiek z Rabinal”) także Xajoj tun (pol. „Taniec Trąb”), także Quiché Vinak (pol. „Władca Kicze”) – dramat dynastyczny Majów, tradycyjne widowisko teatralno-taneczno-muzyczne wystawiane w dniu św. Sebastiana (20 stycznia) i w dniu św. Pawła (25 stycznia) w Rabinal w departamencie Baja Verapaz w środkowej Gwatemali. Jedyna sztuka odgrywana w języku Majów i traktująca o wydarzeniach historycznych sprzed przybycia Europejczyków.
W 2005 roku tradycja widowisk Rabinal Achí została uznana za arcydzieło ustnego i niematerialnego dziedzictwa ludzkości, a w 2008 roku wpisana na listę niematerialnego dziedzictwa UNESCO.

## Historia
Tradycja odgrywania Rabinal Achí była przekazywana ustnie z pokolenia na pokolenie – widowiska była organizowane co roku w Rabinal, najprawdopodobniej od XIII wieku. Zachowaniu oryginalnego charakteru sztuki sprzyjał fakt, że wpływy europejskie i chrześcijańskie były ograniczone przez częste zmiany księży w parafii Rabinal, którzy nie mieli okazji ani nauczyć się języka kicze, ani zgłębić lokalnych obrzędów i tradycji, ani prowadzić szerokiej akcji chrystianizacyjnej. Dramat wystawiano regularnie podczas fiestas patronales w Rabinal przez trzysta lat. W latach 20. XIX wieku kościół katolicki doprowadził do zaprzestania wystawiania widowisk. 
Do dziś zachowały się dwie spisane wersje dramatu. 
Historia pierwszej wersji Rabinal Achí rozpoczyna się w 1850 roku, kiedy to Indianin Bartolo Sis holpop (śpiewak) z Rabinal spisał dialogi w języku kicze. Następnie Charles Etienne Brasseur de Bourbourg – francuski misjonarz, jeden z pierwszych badaczy kultury Mezoameryki, który objął parafię w Rabinal, spisał tekst w języku francuskim na podstawie dramatu czytanego mu przez Sisa. W 1857 roku de Bourbourg wyjechał do Paryża, gdzie opublikował Popul Vuh (1861) i Rabinal Achí jako część „Gramatyki języka Kicze” (1862). 
De Bourbourg przesłał jeden egzemplarz francuskiego wydania Rabinal Achí swojemu przewodnikowi w Rabinal, który udostępnił tę wersję twórcom widowiska. W 1913 roku ówczesny właściciel francuskiego wydania zezwolił reżyserowi Manuelowi Perezowi na skopiowanie wersji – Perez dokonał wielu zmian w tekście dostosowując go do lokalnych realiów i nanosząc poprawki lingwistyczne, a jego wersja była używana przez kolejnych twórców widowiska. 
Rabinal Achí wystawiany jest w dniu św. Sebastiana (20 stycznia) i w dniu św. Pawła – patrona Rabinal (25 stycznia).
W 2005 roku tradycja widowisk Rabinal Achí została proklamowana Arcydziełem Ustnego i Niematerialnego Dziedzictwa Ludzkości, a w 2008 roku wpisana na listę niematerialnego dziedzictwa UNESCO.

## Opis
Według Tedlocka dramat przedstawia wydarzenia z początku XV wieku z okresu panowania króla Quicab, sprzed przybycia Europejczyków, nawiązuje również do innych wydarzeń historycznych ujętych w księdze Popol Vuh. Około roku 1450 Kicze dokonali wielu podbojów, a od podbitych ludów ściągali wysokie trybuty. Jednak po roku 1470, ludy Cakchiquel i Rabinal wyzwoliły się spod ich panowania, tworząc konkurencyjne państwa.
Czteroaktowa sztuka traktuje o konflikcie pomiędzy dwoma największymi ośrodkami politycznymi w regionie: Rabinaleb’ i Kajyub’. Głównymi bohaterami są książęta Rabinal Achí – książę Rabinaleb’ i K’iche Achí – książę Kicze. K’iche Achí napada na Rabinaleb’, zostaje pojmany, postawiony przed sądem i stracony. W sztuce występują również: władca Rabinaleb’ Job’Toj, jego sługa Achij Mun Achij Mun Ixoq Mun, jego córka Uchuch Q’uq’ Uchuch Raxon i trzynaście orłów i jaguarów reprezentujących wojowników fortecy Kajyub’. Aktorzy noszą bogato zdobione przebrania i maski, tańczą i recytują przy dźwiękach muzyki – dwóch trąb, świętego bębna (tan), instrumentów drewnianych i glinianych, fletów, marakasów i marimby.  

### Akt I
Spektakl rozpoczyna taniec Rabinal Achí i jego towarzyszy. Nagle pojawia się K’iche Achí, rzuca piką w stronę Rabinal Achí i zaczyna go wyśmiewać. Rabinal Achí rzuca lassem, przyciąga przeciwnika i stają twarzą w twarz. Zapada cisza. Następnie Rabinal Achí rozpoczyna przesłuchanie K’iche Achí, obydwaj wygłaszają długie przemowy, powtarzając kwestie przeciwnika. Rabinal Achí odkrywa, że K’iche Achí naśladował głosy zwierząt, by zwabić myśliwych Rabinaleb’ poza mury fortecy, by ich zabić. Potwierdza, że władca Rabinaleb’ przesłał K’iche Achí wiadomość, a ten przyszedł odważnie sam na terytorium Rabinaleb’. K’iche Achí przyznaje się do zarzucanych mu czynów, a Rabinal Achí udaje się powiadomić władcę Rabinaleb’ o pojmaniu więźnia. 

### Akt II
Władca Rabinaleb’ siedzi na tronie w otoczeniu sług, wojowników, orłów i jaguarów. Rabinal Achí opowiada o czynach pojmanego K’iche Achí, który zniszczył kilka wiosek. Władca nakazuje przyprowadzić K’iche Achí do fortecy, traktować go z szacunkiem, ponieważ będzie on złożony w ofierze. Przedtem będzie otulony w najlepsze szaty, będzie siedział na ławie z drogocennego kruszcu, pił dwanaście likierów, tańczył z księżniczką, a nawet może dotknie jej dziewiczej twarzy. Rabinal Achí udaje się po K’iche Achí.

### Akt III
Rabinal Achí odwiązuje K’iche Achí od drzewa, przekazując mu słowa władcy o traktowaniu więźnia ze wszystkimi honorami, jeśli ten okaże jednak należyty szacunek władcy i uklęknie przed nim. K’iche Achí odmawia hołdu, ale złoży broń. Rozwścieczony K’iche Achí chce rzucić się na  Rabinal Achí, zostaje powstrzymany przez służącego. 

### Akt IV
K’iche Achí staje przed władcą Rabinaleb’ i przyznaje się do wszystkich zarzucanych mu czynów. Ma być złożony w ofierze i domaga się odpowiedniego traktowania. Zostaje ugoszczony, tańczy i opowiada że w jego kraju jedzenie i picie jest dużo lepsze. Rozpoznaje, że pije z czaszki swojego przodka – wyraża nadzieje, że również z jego czaszki jego potomkowie będą pili; oferuje kości swoich ramion i nóg na pałeczki do gry na bębnach. Przypomina władcy, że obiecano mu drogocenne szaty i zostaje natychmiast ubrany. Następnie prosi o obiecany taniec z księżniczką: tańczą, a potem władca prosi K’iche Achí, by tańczył z orłami i jaguarami. K’iche Achí tańczy taniec wojenny z dwunastoma orłami i dwunastoma jaguarami, zauważając, że nie mają one kłów i pazurów jak te w jego stronach rodzinnych. Na koniec prosi o trzynaście razy po dwadzieścia dni i nocy, by pożegnać się ze swoimi stronami rodzinnymi (260 dni – tyle ile trwa kalendarz rytualny Majów), lecz nie otrzymuje odpowiedzi. K’iche Achí schodzi ze sceny i wchodzi ponownie, podchodząc do orłów i jaguarów, informuje ich, że już pożegnał się ze światem i jest świadomy konieczności swojej śmierci. Prosi o odesłanie jego broni do stron ojczystych i poinformowanie jego władcy. Poddaje się, a orły i jaguary otaczają go kołem.